# Hypersypnoides
Hypersypnoides là một chi bướm đêm thuộc họ Erebidae.

## Hình ảnh

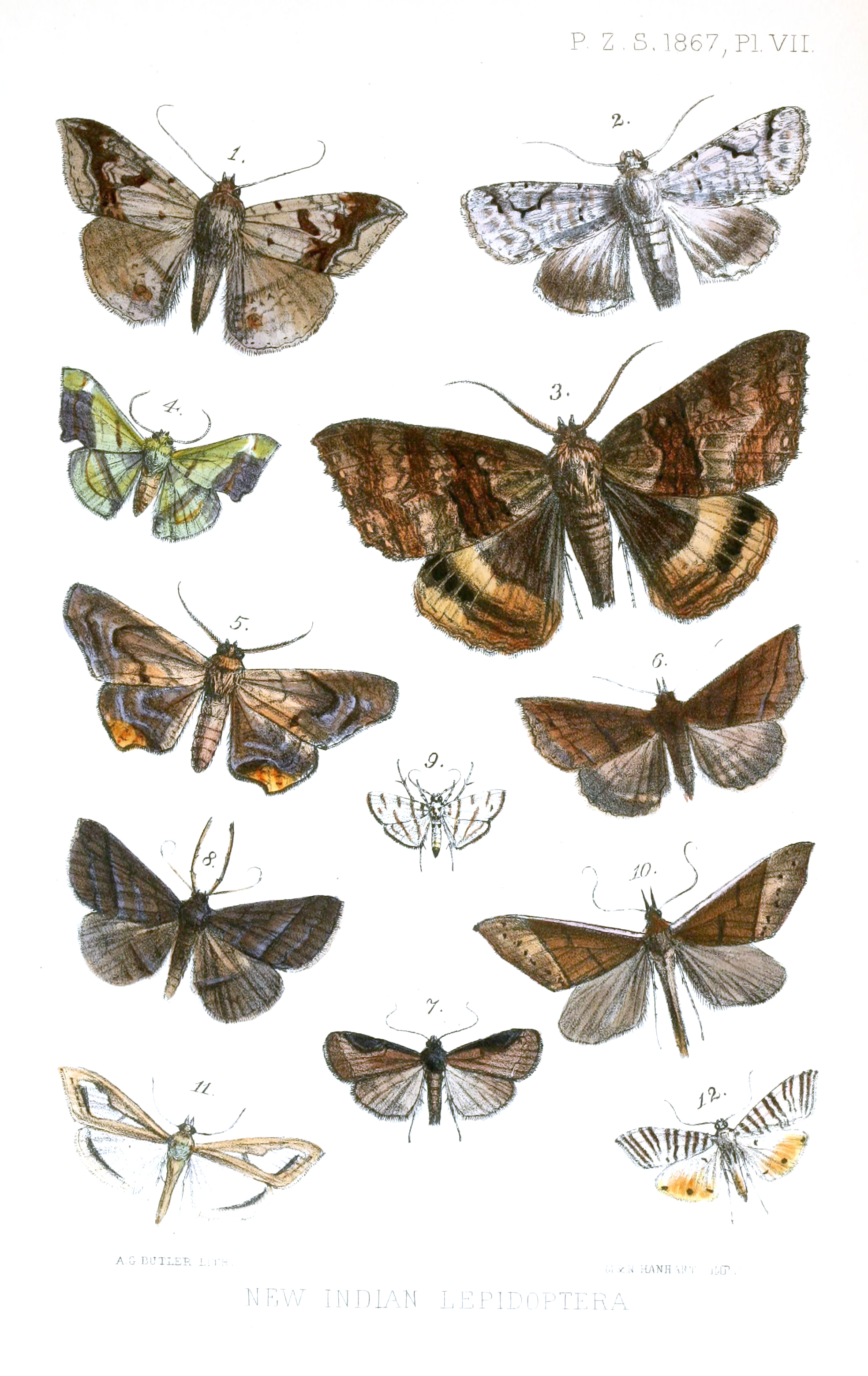